# Вільний університет Берліна

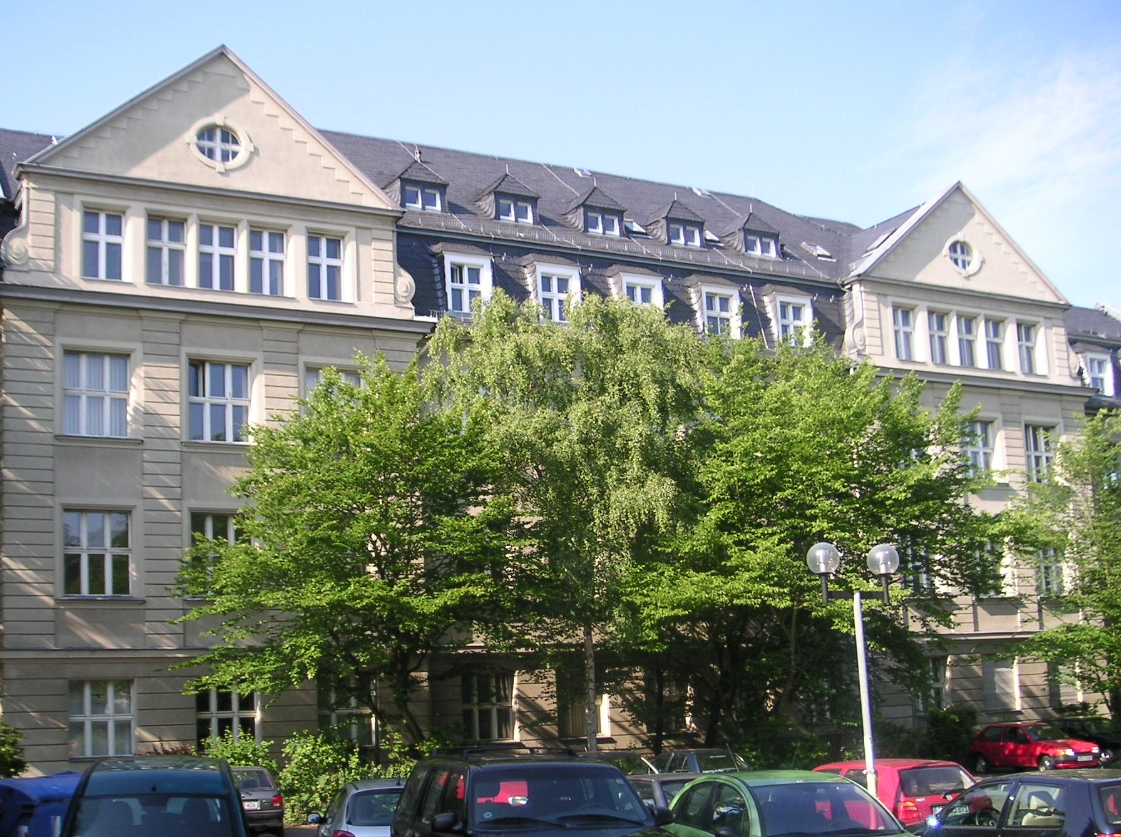
Факультет правознавства

Ві́льний університе́т Берлі́на (нім. Freie Universität Berlin, скор. FU Berlin) — один з чотирьох університетів столиці Німеччини, другий за величиною після Гумбольдтського університету. Заснований в 1948 році й розташований в берлінському районі Далем. Входить до асоціації найбільших німецьких університетів German U15.

## Історія
Вільний університет був заснований 4 грудня 1948 в розділеному на окупаційні сектори повоєнному Берліні. Берлінський університет, заснований в 1849 році, опинився в радянському секторі окупації німецької столиці і відновив свою роботу з дозволу Радянської військової адміністрації в Німеччині в 1946 році. Політичні розбіжності між колишніми союзниками по коаліції проявилися і в системі вищої освіти. Необхідність заснування нового, вільного університету визріла до кінця 1947 року. На тлі студентських заворушень у кінці квітня 1948 року глава американської військової адміністрації в Берліні Люсіус Клей розпорядився знайти можливості для відкриття нового університету в Західному Берліні.
На початку червня 1948 року був створений студентський комітет, що зайнявся підготовчою роботою зі створення вільного університету, який у своєму маніфесті «Заклик до заснування Вільного університету Берліна» звернувся до громадськості за підтримкою.
На тлі розпочатої блокади Берліна муніципалітет Великого Берліна дав згоду на створення вільного університету. Навчальний процес мав початися з зимового семестру 1948—1949 року. Проти заснування Вільного університету протестували студенти в радянській зоні окупації, а НДР офіційно іменувала університет Західного Берліна аж до самого падіння Берлінського муру не інакше як «так званий Вільний університет».
Новий університет отримав статус суб'єкта публічного права з широкими правами самоврядування і був підпорядкований опікунській раді, а не безпосередньо державі. У цей наглядовий орган входили шість представників землі Берлін, а також три представники університету. Крім того, в роботі опікунської ради, як і в інших органах академічного самоврядування брали участь і студенти. Статут Вільного університету врахував всі помилки державного впливу на старий Берлінський університет і гарантував дистанцію між навчальним закладом і державою та незалежність академічної освіти і науки. Винятково широкі для того часу повноваження управління, надані студентству, були обумовлені тієї активною роллю, яку воно відіграло в створенні Вільного університету. Ці нововведення в системі університетської освіти залишалися унікальними аж до 70-х років, коли така модель отримала назву «берлінської».
Заняття у Вільному університеті почалися 15 листопада 1948 року у будівлях Товариства кайзера Вільгельма в Далемі. Офіційний захід з приводу відкриття нового університету відбувся лише 4 грудня 1948 року в берлінському кінотеатрі «Titania-Palast», що був найбільшим залом в американському секторі післявоєнного Берліна. Першим ректором Вільного університету став історик Фрідріх Майнеке. На урочистій церемонії крім учених, студентів, політиків, обраного обер-бургомістра Берліна і голови установчого комітету університету Ернста Рейтера, діючого обер-бургомістра Луїзи Шредер та коменданта американського сектора Френка Л. Хоулі також були присутні представники американських університетів Принстона та Єля, серед яких був і письменник Торнтон Уайльдер.
Головні настанови Вільного університету передає його девіз, латинський вислів (лат. Veritas - Iustitia - Libertas) («Правда, Справедливість, Свобода»).

## Структура
Університет складається з 12 факультетів (нім. Fachbereiche), 3 центральних інститутів та 8 центральних установ.

### Факультети
- Факультет біології, хімії, фармації
- Факультет педагогіки і психології
- Факультет геологічних та географічних наук
- Факультет історії й культурної історії (Південно-східна Азія, Близький Схід, юдаїстика, протестантська й католицька теологія, історія мистецтва)
- Медичний факультет — клініка Шаріте
- Факультет математики й інформатики
- Факультет філософії й гуманітарних наук (також театрознавство, музикознавство)
- Фізичний факультет
- Юридичний факультет
- Факультет ветеринарної медицини
- Економічний факультет

## Відомі професори і студенти
- Еріх Козіол (1899—1990) — професор економіки
- Богдан Осадчук — професор політології
- Усама Тауфік Бадр — посол Єгипту в Україні
- Едвард Климчак (1944—2011) — польський філолог